# Karen Aleksanyan
Karen Aleksanyan (Gyumri, 17 giugno 1980) è un ex calciatore armeno, di ruolo centrocampista.

## Statistiche

### Cronologia presenze e reti in nazionale
| Cronologia completa delle presenze e delle reti in nazionale ― Armenia | Cronologia completa delle presenze e delle reti in nazionale ― Armenia | Cronologia completa delle presenze e delle reti in nazionale ― Armenia | Cronologia completa delle presenze e delle reti in nazionale ― Armenia | Cronologia completa delle presenze e delle reti in nazionale ― Armenia | Cronologia completa delle presenze e delle reti in nazionale ― Armenia | Cronologia completa delle presenze e delle reti in nazionale ― Armenia | Cronologia completa delle presenze e delle reti in nazionale ― Armenia |
| Data                                                                   | Città                                                                  | In casa                                                                | Risultato                                                              | Ospiti                                                                 | Competizione                                                           | Reti                                                                   | Note                                                                   |
| ---------------------------------------------------------------------- | ---------------------------------------------------------------------- | ---------------------------------------------------------------------- | ---------------------------------------------------------------------- | ---------------------------------------------------------------------- | ---------------------------------------------------------------------- | ---------------------------------------------------------------------- | ---------------------------------------------------------------------- |
| 21-2-2004                                                              | Nicosia                                                                | Armenia                                                                | 2 – 0                                                                  | Georgia                                                                | Amichevole                                                             | -                                                                      | 89’                                                                    |
| 18-8-2004                                                              | Skopje                                                                 | Macedonia del Nord                                                     | 3 – 0                                                                  | Armenia                                                                | Qual. Mondiali 2006                                                    | -                                                                      | 46’                                                                    |
| 8-9-2004                                                               | Erevan                                                                 | Armenia                                                                | 0 – 2                                                                  | Finlandia                                                              | Qual. Mondiali 2006                                                    | -                                                                      | 75’                                                                    |
| 9-10-2004                                                              | Tammerfors                                                             | Finlandia                                                              | 3 – 1                                                                  | Armenia                                                                | Qual. Mondiali 2006                                                    | -                                                                      | 36’                                                                    |
| 13-10-2004                                                             | Erevan                                                                 | Armenia                                                                | 0 – 3                                                                  | Rep. Ceca                                                              | Qual. Mondiali 2006                                                    | -                                                                      | 64’                                                                    |
| 17-11-2004                                                             | Erevan                                                                 | Armenia                                                                | 1 – 1                                                                  | Romania                                                                | Qual. Mondiali 2006                                                    | -                                                                      | 87’                                                                    |
| 25-3-2005                                                              | Erevan                                                                 | Armenia                                                                | 2 – 1                                                                  | Andorra                                                                | Qual. Mondiali 2006                                                    | -                                                                      |                                                                        |
| 4-6-2005                                                               | Erevan                                                                 | Armenia                                                                | 1 – 2                                                                  | Macedonia del Nord                                                     | Qual. Mondiali 2006                                                    | -                                                                      | 79’                                                                    |
| 3-9-2005                                                               | Erevan                                                                 | Armenia                                                                | 0 – 1                                                                  | Paesi Bassi                                                            | Qual. Mondiali 2006                                                    | -                                                                      |                                                                        |
| 7-9-2005                                                               | Olomouc                                                                | Rep. Ceca                                                              | 4 – 1                                                                  | Armenia                                                                | Qual. Mondiali 2006                                                    | -                                                                      |                                                                        |
| 12-10-2005                                                             | Andorra la Vella                                                       | Andorra                                                                | 0 – 3                                                                  | Armenia                                                                | Qual. Mondiali 2006                                                    | -                                                                      |                                                                        |
| 6-9-2006                                                               | Erevan                                                                 | Armenia                                                                | 0 – 1                                                                  | Belgio                                                                 | Qual. Euro 2008                                                        | -                                                                      |                                                                        |
| 7-10-2006                                                              | Erevan                                                                 | Armenia                                                                | 0 – 0                                                                  | Finlandia                                                              | Qual. Euro 2008                                                        | -                                                                      | 33’ 56’                                                                |
| 10-9-2008                                                              | Albacete                                                               | Spagna                                                                 | 4 – 0                                                                  | Armenia                                                                | Qual. Mondiali 2010                                                    | -                                                                      | 27’ 79’                                                                |
| 11-10-2008                                                             | Bruxelles                                                              | Belgio                                                                 | 2 – 0                                                                  | Armenia                                                                | Qual. Mondiali 2010                                                    | -                                                                      | 57’ 64’                                                                |
| Totale                                                                 |                                                                        | Presenze                                                               | 15                                                                     |                                                                        | Reti                                                                   | 0                                                                      |                                                                        |

## Palmarès

### Club

#### Competizioni nazionali
- Campionato armeno: 5

Širak: 1999, 2012-2013
P'yownik: 2004, 2005
- Coppa d'Armenia: 2

P'yownik: 2004
Širak: 2011-2012
- Supercoppa d'Armenia: 4

Širak: 1999, 2002, 2013
P'yownik: 2004